# 리들리윗수염박쥐
리들리윗수염박쥐(Myotis ridleyi)는 애기박쥐과 윗수염박쥐속에 속하는 박쥐이다. 인도네시아와 말레이시아에서 발견된다.